# Watchung
Watchung é um distrito localizado no estado americano de Nova Jérsei, no Condado de Somerset.

## Demografia
Segundo o censo americano de 2000, a sua população era de 5613 habitantes.
Em 2006, foi estimada uma população de 6284, um aumento de 671 (12.0%).

## Geografia
De acordo com o United States Census Bureau tem uma área de
15,6 km², dos quais 15,6 km² cobertos por terra e 0,0 km² cobertos por água.

## Localidades na vizinhança
O diagrama seguinte representa as localidades num raio de 8 km ao redor de Watchung.